# تهماسب میرزا مؤیدالدوله

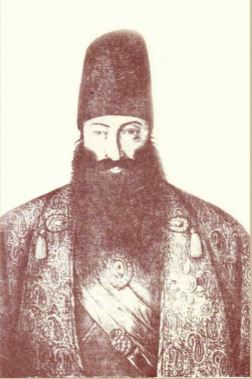
تصویری از تهماسب میرزا موید الدوله فرزند دوم محمد علی میرزا دولتشاه عضو دارالشورا ناصری و حاکم ولایات ایران

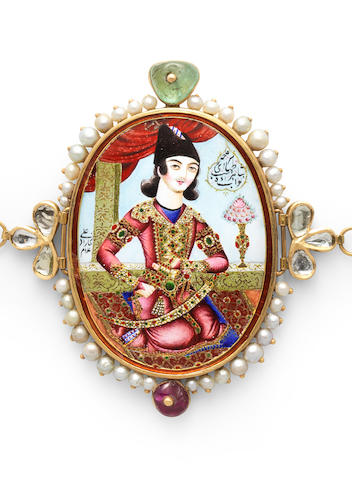
تهماسب میرزا مؤیدالدوله

تهماسب میرزا مؤیدالدوله (یا طهماسب میرزا) (تاریخ ولادت۱۲۲۰– درگذشت۱۲۹۷قمری ) از شاهزادگان قاجار، پسر محمدعلی میرزا دولتشاه، نوهٔ فتحعلی‌شاه و از رجال معروف دوران محمد شاه و ناصرالدین‌شاه قاجار بود که سال‌ها در ایالات مهم ایران از جمله فارس، کرمان، آذربایجان ، کردستان و کرمانشاه حکمرانی کرد.

## زندگی

### در زمان فتحعلی‌شاه
تهماسب میرزا، پسر دوم محمدعلی میرزا دولتشاه، در سال ۱۲۲۰ قمری در قزوین  متولد شد و مادرش از اهالی اصفهان بود. در سال ۱۲۳۰ قمری به حکومت قلمروی علی‌شکر منصوب شد. مدتی پس از درگذشت پدرش (۱۲۳۷ قمری) به تبریز رفت و وارد دستگاه عمویش عباس میرزا نایب‌السلطنه شد و با دختر عباس میرزا ازدواج کرد. در دوره دوم جنگ‌های و ایران و روسیه شرکت داشت. در زمانی که شجاع السلطنه در یزد با عبدالرضا خان یزدی به جنگ برخاسته و بنای خودسری گذاشته بود، عباس میرزا به دستور فتحعلی‌شاه با نیروی نظامی راهی آن حدود شد. در این لشکرکشی تهماسب میرزا هم حضور داشت. پس از خاتمه کار یزد، عباس میرزا متوجه سرکوب خوانین یاغی خراسان شد. تهماسب میرزا ماموریت یافت تا به آذربایجان رفته و چهار هزار نیروی نظامی سوار و پیاده با خود بیاورد. در پیشروی به سوی سرزمین‌های شمال شرق خراسان، بخشی از لشکریان را فرماندهی می‌کرد و در فتح تربت حیدریه، خبوشان و سرخس شرکت داشت. در پاییز همان سال ماموریت یافت تا نیروهای آذربایجانی را به موطن خود بازگردانده و نیروهای تازه نفس با خود به همراه بیاورد. در حین این سفر عباس میرزا در مشهد از دنیا رفت و تهماسب میرزا در تبریز توقف کرد. در این زمان ولیعهدی و حکومت آذربایجان به محمد میرزا پسر ارشد عباس میرزا داده شد و چون فتحعلی شاه یک سال بعد (۱۲۵۰ قمری) در سفر اصفهان درگذشت، محمد میرزا به همراه جمعی از اطرافیان خود، از جمله تهماسب میرزا، برای تاجگذاری راهی تهران شد.

### حکومت کاشان
پس از درگذشت فتحعلی‌شاه، هریک از فرزندان او در گوشه‌ای از ایران به ادعای پادشاهی برخاستند. در این هنگامه، تهماسب میرزا از سوی محمدشاه به حکومت کاشان منصوب شد و ماموریت یافت تا آن حدود را از اغتشاشات پاک سازد. مدتی بعد حکومت همدان به وی سپرده شد تا در زمان محاصره هرات محمدشاه او را به تهران احضار کرد.

### حکومت کرمان
پس از درگذشت محمدشاه در سال ۱۲۶۴ و استقرار ناصرالدین شاه، تهماسب میرزا از سوی امیرکبیر به حکومت کرمان و بلوچستان فرستاده شد. او سه سال در این ماموریت بود و قلعه‌ها و استحکاماتی را که در دست خوانین یاغی و متمرد بود، یک به یک تسخیر کرد و افواج دولتی را در آن مستقر نمود. در سال ۱۲۶۹ قمری حکومت کرمان به محمدحسن خان سردار ایروانی سپرده شد و تهماسب میرزا باردیگر به حکومت همدان منصوب گشت.

### حکومت فارس
تهماسب میرزا برای مدتی نسبتاً طولانی در دو نوبت حاکم ایالت فارس بود.
پس از وقوع زمین‌لرزه شیراز در سال ۱۲۶۹ قمری که خرابی بسیار به بارآورد، فیروز میرزا عموی ناصرالدین شاه که حاکم فارس بود استعفا داد و تهماسب میرزا به جای او منصوب شد. در این حکومت وزارت تهماسب میرزا با میرزا محمدتقی قوام‌الدوله بود. در ابتدای این ماموریت ماجرای طغیان سید ثوینی پسر امام مسقط پیش‌آمد. حکومت بندرعباس از سال‌ها قبل از جانب شاه ایران به خاندان امام مسقط سپرده بود که همواره از جانب خودشان نایب‌الحکومه‌ای برای آنجا تعیین می‌کردند، اما در آن سال میان ناصرالدین شاه و امام مسقط برسر تعیین نایب‌الحکومه اختلافاتی پیش‌آمد، که در نتیجه آن سید ثوینی با کشتی جنگی به بندرعباس آمده و حاکم ایرانی بندر را بیرون کرد. تهماسب میرزا پسرش عبدالباقی میرزا را به سرکردگی لشکری برای مقابله با سید ثوینی فرستاد و عبدالله‌خان صارم‌الدوله قراگزلو را نیز با او همراه کرد. پس از زد و خورد شدیدی که میان نیروهای دو طرف در نزدیکی بندرعباس درگرفت، نیروهای ایرانی شهر را مسخر کرده و باقی مانده اعراب مسقطی را که در قلعه هلندی‌های بندرعباس سنگر گرفته بودند، بیرون راندند. سید ثوینی از پشت قلعه که به دریا باز می‌شد خارج شده و به زحمت خود را به کشتی رسانده و از مهلکه گریخت. 
او همچنین در این دوره از حکومت خود به زد و خورد با بابیان نیریز پرداخت. در روزنامه وقایع اتفاقیه شماره ۱۴۸ مورخ پنج شنبه ۲۹ صفر ۱۲۷۰ جزییات این وقایع به شرح زیر آمده است:
«در این اوقات باز طایفه بابیه در نی ریز فارس اجتماعی نموده و بقدر پانصد ششصد نفر در کوهی نزدیک به نی ریز سنگرهای زیاد بجهت خود ساخته و با عیال خود بکوه رفته و بنیاد فساد و آشوب نموده بودند. نواب مستطاب شاهزاده والا تبار مؤیدالدوله طهماسب میرزا حکمران فارس عالیجاهان میرزا نعیم لشگر نویس و حاکم نی ریز و لطفعلی
خان سرتیپ را باتفاق با فوج قشقائی و فوج حومه فارس و چند عراده توپ و قدری سواره بدفع آنها نامزد نموده بودند و در آخر محرم و اول صفر جنگ سخت بین این طایفه ضاله و افواج قاهره گردید و افواج قاهره آخرالامر زورآور شده و بقدر دویست سیصد نفر آنها را در جنگ مقتول و سرکنده‌اند . مابقی آنها را کلا با عیال و اطفال آنها دستگیر نموده و بشیراز فرستاده‌اند.»
در سال ۱۲۷۳ قمری نیروهای ایرانی به فرماندهی حسام‌السلطنه شهر هرات را گرفتند که در پاسخ انگلستان وارد بوشهر شده و پیشروی به سمت مرکز ایران را آغاز کرد. تهماسب میرزا به عنوان حاکم فارس در مقام مدافعه برآمده و مهرعلی‌خان شجاع‌الملک (پسرعموی میرزا آقاخان نوری) و محمدقلی خان ایلخانی ایل قشقایی را به سمت بوشهر فرستاد. به دلیل عقب نشینی اولیه شجاع‌الملک در برازجان و همچنین نظم و انضباط انگلیسی‌ها، نیروهای ایرانی شکست خوردند و کاری از پیش نرفت. چندی بعد تهماسب میرزا به همراه چند هزار سرباز در نزدیکی دالکی به آنان پیوست، همزمان میرزا محمدخان سپهسالار نیز به آن‌جا رسیده و هم‌عهد شدند که تا بیرون راندن کامل نیروهای انگلیسی مقاومت کنند، اما دیگر برای این اقدامات دیر شده بود، چرا که به زودی مذاکرات برای عقد عهدنامه پاریس توسط نماینده ایران در فرانسه فرخ خان امین‌الدوله آغاز شد.
در ۲۰ محرم ۱۲۷۵ قمری میرزا آقاخان نوری از صدراعظمی خلع شد و به دنبال آن در ۱۶ شعبان ۱۲۷۵ فرمان عزل تهماسب میرزا هم صادر شد و حکومت فارس به حسام‌السلطنه عموی ناصرالدین‌شاه تعلق گرفت.
در سال ۱۲۷۷ قمری حسام‌السلطنه به حکومت خراسان منصوب شد و متعاقباً برای بار دوم تهماسب میرزا حاکم فارس شد. او پسرش عبدالباقی میرزا را به حکومت بندر بوشهر، دشتی، دشتستان، گله‌دار، اسیر، علامرودشت، کنگان و عسلویه منصوب کرد و ایالت کهگیلویه و بهبهان را به مهرعلی‌خان شجاع‌الملک سپرد. در این دوره تحریکاتی در بحرین آغاز شد که مقدمه تصرفات غاصبانه انگلستان در آن جزیره را فراهم آورد. در اوایل سال ۱۲۷۹ قمری تهماسب میرزا به همراه علی‌اکبر خان قوام‌الملک، ابوالحسن خان مشیرالملک، محمدقلی‌خان ایلخانی و میرزا محمدرضا مستوفی به تهران احضار شدند و حکومت فارس به مسعود میرزا ظل‌السلطان پسر ارشد ناصرالدین‌شاه سپرده شد.

### پیشکاری سلطان حسین میرزا و مظفرالدین میرزا

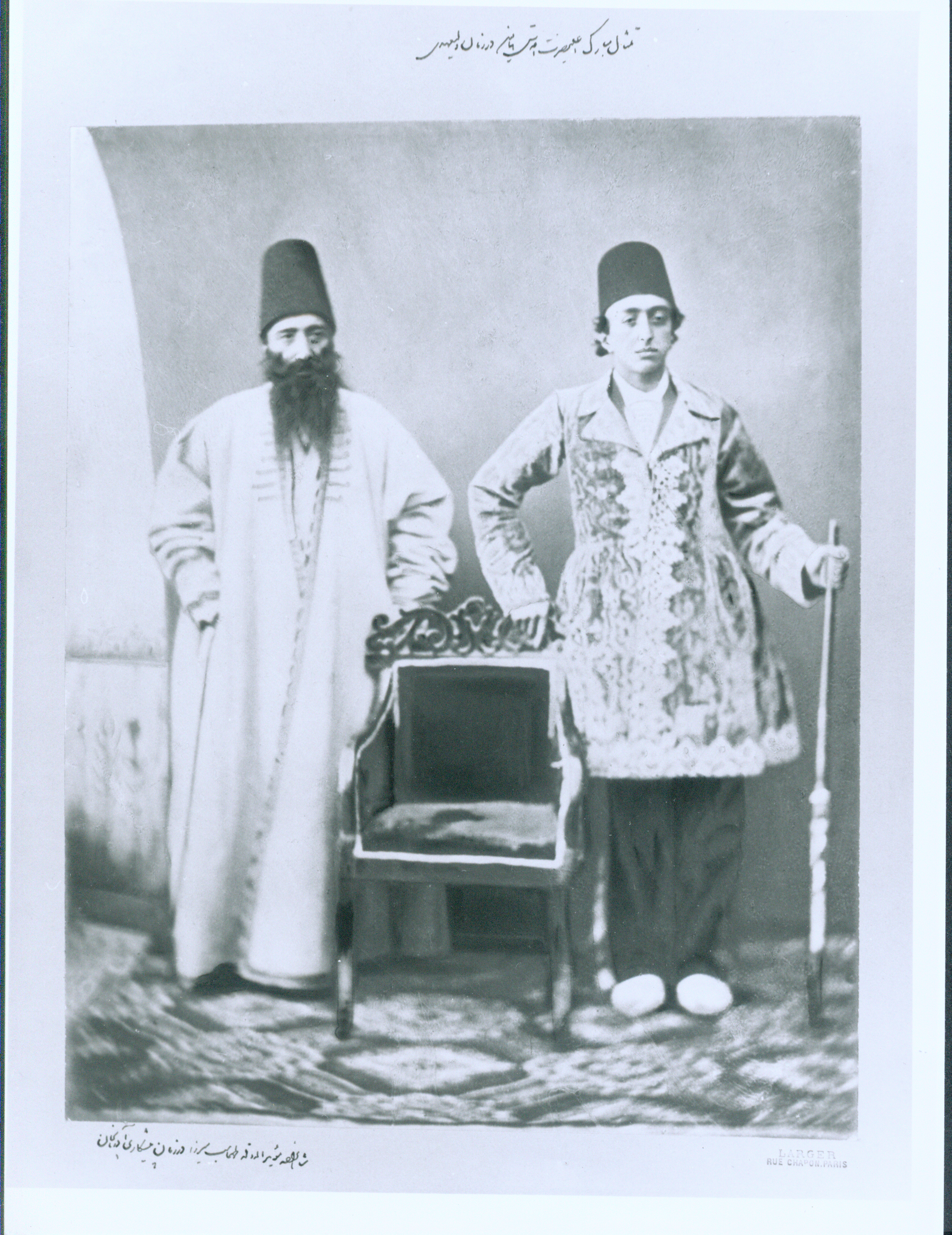
تهماسب میرزا (چپ) و مظفرالدین میرزا (راست)

در سال ۱۲۸۱ قمری سلطان حسین میرزا پسر ناصرالدین‌شاه به حکومت خراسان تعیین شد و تهماسب میرزا با سمت پیشکاری با او به مشهد رفت. در سال ۱۲۸۵ قمری سلطان حسین میرزا در عنفوان جوانی به دلیل ابتلا به بیماری وبا در مشهد درگذشت و تهماسب میرزا به پیشکاری مظفرالدین میرزا ولیعهد (بعدها مظفرالدین‌شاه) به تبریز رفت.

### سال‌های پایانی
تهماسب میرزا در سال ۱۲۸۸ قمری به دستور ناصرالدین شاه به عضویت دارالشوری کبری درآمد و در همین سال به حکومت کرمانشاه هم منصوب شد. در اوایل سال ۱۲۹۱ قمری ایالت کردستان ضمیمه حکمرانی او شد. در اوایل سال ۱۲۹۵ قمری به حکومت ملایر، نهاوند و تویسرکان (ولایات ثلاث) رسید. او در سال ۱۲۹۷ قمری  و به استناد کتاب تاریخ و جغرافیا ی دارالسطلنه تبریز  به وصیت وی اورا خارج ازدروازه ری به خاک سپردند که منظور همان حرم شاه عبدالظیم است.

## منش و بینش
تهماسب میرزا شاهزاده‌ای عالم و دانشمند بوده است و از این رو در تاریخ به فقیه‌القاجار شهرت دارد. او همچنین شعر می‌سروده است و سَروَر تخلص می‌کرده است. اعتمادالسلطنه در کتاب المآثر و الآثار درباره او می‌نویسد:«از فحول فضلاء ایل جلیل قاجار و در سیر و ادب و اخبار عجم و عرب یگانه روزگار بود.»

## فرزندان
تهماسب صاحب فرزندان متعددی بوده است، به این شرح:
- عبدالباقی میرزا، مادرش دختر عباس میرزا و مادرِ مادرش از شاهزادگان زندیه بود. او در شعر و ادبیات دست داشت و عشرت تخلص می‌کرد.
- ابوالقاسم خان
- لطفعلی میرزا، در سال ۱۲۷۲ قمری از جانب پدرش به حکومت کهگیلویه و بهبهان منصوب شد.
- جلال‌الدین میرزا، در سال ۱۲۷۲ قمری از جانب پدرش به حکومت لارستان منصوب شد و پیشکاری و نیابت او را مصطفی‌خان اعتمادالسلطنه قراگوزلو برعهده داشت. او را نباید با پسرعمویش جلال‌الدین میرزا محتشم‌الدوله پسر امام‌قلی میرزا عمادالدوله اشتباه گرفت.
- محمدمهدی میرزا مؤیدالسلطنه، پدر محمدحسین میرزا مؤیدالدوله
- عبدالکریم میرزا
- غلامحسین میرزا
- درویش غلامعلی میرزا، جُنگی در علم جفر و کیمیا نوشته است.
- محمدتقی میرزا
- عبدالحسین میرزا، از مترجمین برجسته دوره قاجار
- علی‌نقی میرزا
- حیدرقلی میرزا
- عبدالصمد میرزا  دولتشاهی (مویدالسلطان) نماینده وزارت عدلیه در حکومت عربستان
- عبدالجواد میرزا
- عبدالوهاب میرزا
- رخشنده خانم
- عزت خانم
- عصمت خانم
- کوکب خانم
- صدر جهان خانم
- فخر جهان خانم
- ترکمان خانم